# I liga urugwajska w piłce nożnej (1955)
- Mistrz Urugwaju 1955: Club Nacional de Football
- Wicemistrz Urugwaju 1955: CA Peñarol
- Spadek do drugiej ligi: River Plate Montevideo
- Awans z drugiej ligi: Racing Montevideo

Mistrzostwa Urugwaju w roku 1955 były mistrzostwami rozgrywanymi według systemu, w którym wszystkie kluby rozgrywały ze sobą mecze każdy z każdym u siebie i na wyjeździe, a o tytule mistrza i dalszej kolejności decydowała końcowa tabela.

## Primera División

### Kolejka 1
| Mecz                                              |
| ------------------------------------------------- |
| Club Nacional de Football – CA Cerro 3:1          |
| CA Peñarol – Danubio FC 3:1                       |
| Liverpool Montevideo – River Plate Montevideo 4:2 |
| Sud América Montevideo – Montevideo Wanderers 2:2 |
| Defensor Sporting – Rampla Juniors 2:1            |

### Kolejka 2
| Mecz                                            |
| ----------------------------------------------- |
| CA Peñarol – Defensor Sporting 2:0              |
| Club Nacional de Football – Rampla Juniors 2:1  |
| Danubio FC – Sud América Montevideo 4:0         |
| Montevideo Wanderers – Liverpool Montevideo 3:1 |
| River Plate Montevideo – CA Cerro 1:0           |

### Kolejka 3
| Mecz                                                   |
| ------------------------------------------------------ |
| Club Nacional de Football – Sud América Montevideo 2:0 |
| CA Peñarol – Montevideo Wanderers 1:0                  |
| Defensor Sporting – River Plate Montevideo 2:2         |
| Danubio FC – CA Cerro 2:2                              |
| Rampla Juniors – Liverpool Montevideo 1:0              |

### Kolejka 4
| Mecz                                                 |
| ---------------------------------------------------- |
| CA Peñarol – River Plate Montevideo 2:1              |
| Club Nacional de Football – Liverpool Montevideo 2:1 |
| Montevideo Wanderers – Defensor Sporting 0:0         |
| CA Cerro – Sud América Montevideo 5:0                |
| Rampla Juniors – Danubio FC 2:2                      |

### Kolejka 5
| Mecz                                                 |
| ---------------------------------------------------- |
| Club Nacional de Football – Montevideo Wanderers 3:1 |
| CA Peñarol – Sud América Montevideo 4:2              |
| Defensor Sporting – CA Cerro 3:1                     |
| Liverpool Montevideo – Danubio FC 2:0                |
| Rampla Juniors – River Plate Montevideo 1:0          |

### Kolejka 6
| Mecz                                                   |
| ------------------------------------------------------ |
| Liverpool Montevideo – CA Peñarol 3:0                  |
| River Plate Montevideo – Club Nacional de Football 2:1 |
| Danubio FC – Montevideo Wanderers 2:1                  |
| Rampla Juniors – CA Cerro 1:1                          |
| Sud América Montevideo – Defensor Sporting 2:1         |

### Kolejka 7
| Mecz                                              |
| ------------------------------------------------- |
| Club Nacional de Football – Danubio FC 3:2        |
| Sud América Montevideo – Rampla Juniors 2:2       |
| CA Peñarol – CA Cerro 0:0                         |
| Defensor Sporting – Liverpool Montevideo 3:2      |
| Montevideo Wanderers – River Plate Montevideo 0:0 |

### Kolejka 8
| Mecz                                                |
| --------------------------------------------------- |
| Liverpool Montevideo – CA Cerro 1:1                 |
| Danubio FC – Defensor Sporting 2:2                  |
| River Plate Montevideo – Sud América Montevideo 1:1 |
| Club Nacional de Football – CA Peñarol 3:3          |
| Rampla Juniors – Montevideo Wanderers 5:3           |

### Kolejka 9
| Mecz                                              |
| ------------------------------------------------- |
| CA Peñarol – Rampla Juniors 2:2                   |
| Club Nacional de Football – Defensor Sporting 5:1 |
| Danubio FC – River Plate Montevideo 6:0           |
| CA Cerro – Montevideo Wanderers 2:1               |
| Sud América Montevideo – Liverpool Montevideo 1:0 |

### Kolejka 10
| Mecz                                              |
| ------------------------------------------------- |
| Club Nacional de Football – CA Cerro 2:1          |
| CA Peñarol – Danubio FC 1:1                       |
| Liverpool Montevideo – River Plate Montevideo 3:0 |
| Montevideo Wanderers – Sud América Montevideo 2:1 |
| Defensor Sporting – Rampla Juniors 4:3            |

### Kolejka 11
| Mecz                                            |
| ----------------------------------------------- |
| CA Peñarol – Defensor Sporting 3:0              |
| Club Nacional de Football – Rampla Juniors 4:0  |
| Danubio FC – Sud América Montevideo 3:1         |
| Liverpool Montevideo – Montevideo Wanderers 2:1 |
| CA Cerro – River Plate Montevideo 5:0           |

### Kolejka 12
| Mecz                                                   |
| ------------------------------------------------------ |
| Club Nacional de Football – Sud América Montevideo 3:1 |
| CA Peñarol – Montevideo Wanderers 0:0                  |
| Defensor Sporting – River Plate Montevideo 1:1         |
| CA Cerro – Danubio FC 4:2                              |
| Liverpool Montevideo – Rampla Juniors 1:0              |

### Kolejka 13
| Mecz                                                 |
| ---------------------------------------------------- |
| CA Peñarol – River Plate Montevideo 3:0              |
| Club Nacional de Football – Liverpool Montevideo 2:0 |
| Montevideo Wanderers – Defensor Sporting 1:0         |
| Sud América Montevideo – CA Cerro 2:0                |
| Rampla Juniors – Danubio FC 1:1                      |

### Kolejka 14
| Mecz                                                 |
| ---------------------------------------------------- |
| Club Nacional de Football – Montevideo Wanderers 2:2 |
| CA Peñarol – Sud América Montevideo 5:1              |
| Defensor Sporting – CA Cerro 0:0                     |
| Danubio FC – Liverpool Montevideo 2:0                |
| Rampla Juniors – River Plate Montevideo 2:1          |

### Kolejka 15
| Mecz                                                   |
| ------------------------------------------------------ |
| CA Peñarol – Liverpool Montevideo 4:1                  |
| Club Nacional de Football – River Plate Montevideo 3:0 |
| Danubio FC – Montevideo Wanderers 1:0                  |
| CA Cerro – Rampla Juniors 3:0                          |
| Sud América Montevideo – Defensor Sporting 2:1         |

### Kolejka 16
| Mecz                                              |
| ------------------------------------------------- |
| Club Nacional de Football – Danubio FC 5:2        |
| Rampla Juniors – Sud América Montevideo 4:0       |
| CA Peñarol – CA Cerro 1:0                         |
| Defensor Sporting – Liverpool Montevideo 3:1      |
| Montevideo Wanderers – River Plate Montevideo 2:1 |

### Kolejka 17
| Mecz                                                |
| --------------------------------------------------- |
| CA Cerro – Liverpool Montevideo 4:0                 |
| Defensor Sporting – Danubio FC 4:3                  |
| Sud América Montevideo – River Plate Montevideo 3:2 |
| Club Nacional de Football – CA Peñarol 1:1          |
| Montevideo Wanderers – Rampla Juniors 2:1           |

### Kolejka 18
| Mecz                                              |
| ------------------------------------------------- |
| CA Peñarol – Rampla Juniors 1:1                   |
| Club Nacional de Football – Defensor Sporting 7:2 |
| Danubio FC – River Plate Montevideo 1:1           |
| CA Cerro – Montevideo Wanderers 0:0               |
| Sud América Montevideo – Liverpool Montevideo 2:0 |

### Końcowa tabela sezonu 1955
| Poz | Klub                      | Mecze | Zw | Rem | Por | Pkt | BrZd | BrStr |
| --- | ------------------------- | ----- | -- | --- | --- | --- | ---- | ----- |
| 1   | Club Nacional de Football | 18    | 14 | 3   | 1   | 31  | 53   | 21    |
| 2   | CA Peñarol                | 18    | 10 | 7   | 1   | 27  | 36   | 17    |
| 3   | CA Cerro                  | 18    | 6  | 6   | 6   | 18  | 30   | 19    |
| 4   | Danubio FC                | 18    | 6  | 6   | 6   | 18  | 37   | 32    |
| 5   | Defensor Sporting         | 18    | 6  | 5   | 7   | 17  | 29   | 38    |
| 6   | Rampla Juniors            | 18    | 5  | 6   | 7   | 16  | 28   | 31    |
| 7   | Montevideo Wanderers      | 18    | 5  | 6   | 7   | 16  | 21   | 24    |
| 8   | Sud América Montevideo    | 18    | 6  | 3   | 9   | 16  | 23   | 41    |
| 9   | Liverpool Montevideo      | 18    | 6  | 1   | 11  | 12  | 22   | 31    |
| 10  | River Plate Montevideo    | 18    | 2  | 5   | 11  | 9   | 15   | 40    |

### Klasyfikacja strzelców bramek
| Gole | Piłkarz        | Klub                      |
| ---- | -------------- | ------------------------- |
| 17   | Javier Ambrois | Club Nacional de Football |